# Marco Rima
Marco Rima (* 7. April 1961 in Winterthur) ist ein Schweizer Schauspieler, Comedian, Kabarettist und Produzent.

## Leben
Rima wuchs im Kanton Zug auf. Der studierte Grundschullehrer gründete 1983 zusammen mit dem Anwalt Marcello Weber das Cabaret-Duo Marcocello. 1992 erhielt Marcocello die Platin-Schallplatte für das Programm «Juhubilé». 1993 trennte sich das Duo. Marco Rima schrieb und produzierte 1992 das Comedy-Musical Keep Cool, in dem er auch die Hauptrolle spielte. Etwa 500'000 Zuschauer besuchten bis 1996 die Aufführungen in der Schweiz und in Deutschland.
Ab 1996 war Rima Mitglied im Team der Wochenshow, mit der er auch in Deutschland bekannt wurde. Insbesondere die von ihm dargestellten Charaktere Opa Adolf Frey und Horst Lemminger erlangten grosse Popularität. Nach drei Jahren stieg Rima 1999 aus dem Ensemble der Wochenshow aus, um sich anderen Projekten zu widmen.
Das von 1998 bis 2001 aufgeführte Comedy-Musical Hank Hoover, welches Rima ebenfalls produzierte, sahen in der Schweiz und in Deutschland über 170'000 Zuschauer. Es folgten von 2002 bis 2013 diverse Solo-Bühnenprogramme, unter anderem Think Positiv und Humor Sapiens. 2010 war Rima in dem multimedialen Comedy-Musical Die Patienten zu sehen.
Darüber hinaus wirkte Marco Rima unter anderem in den Kinofilmen Achtung, fertig, Charlie, Handyman und Liebling lass uns scheiden (mit Esther Schweins und Mark Keller) mit.
Im Frühjahr 2008 war Rima mit Die Marco Rima Show nach längerer Pause wieder im deutschen Fernsehen bei Sat.1 präsent.
Rima erhielt fünfmal den Prix Walo 1993 als beliebtester Unterhaltungskünstler, 1994 in der Sparte Theater/Musical, 1999, 2003 und 2005 als beliebtester Unterhaltungskünstler in der Sparte Kabarett und Comedy. Rima tritt auch regelmässig beim Arosa Humor-Festival auf, so bei der Erstaustragung 1992 mit dem Cabaret Marcocello, sowie 2010 und 2011, zuletzt als Moderator der TV-Aufzeichnungen.
Rima äusserte sich kritisch gegenüber den Massnahmen gegen die COVID-19-Pandemie in der Schweiz. Im September 2020 trat er bei einer Demonstration von Corona-Massnahmen-Skeptikern in Zürich auf. Er war Mitglied im Komitee einer Volksinitiative, die Unterschriften gegen eine Impfpflicht sammelte. Nach eigenen Angaben verlor er mehrere Sponsoren, darunter auch ein Kinderhilfswerk, für das er 20 Jahre lang Spenden gesammelt hat.
Von Mai 2021 bis März 2022 hatte er das wöchentliche Video-Format «Rima-Spalter» beim Nebelspalter.
Anfang Juni 2022 ging Rima auf Tour mit seinem neuen Programm «Ich weiss es nicht ...»
Im Juni 2023 kündigte Rima seine Ständerats-Kandidatur an, wobei er die Wahl bei den Parlamentswahlen vom Oktober 2023 als Parteiloser für den Kanton Zug deutlich verpasste.
Rima bezeichnet sich als Tessiner. Er ist mit Christina Rima verheiratet, die auch seine Managerin ist. Er hat vier Kinder, davon zwei aus erster Ehe. Er wohnt in Oberägeri.

## Filmografie
- Die Wochenshow (Fernsehserie, 1996)
- Der Kinderhasser (TV-Film, 1998)
- Varell & Decker (Fernsehserie, 1998)
- Menschen (Fernsehserie, 1998)
- Monty Python’s wunderbare Welt des Schwachsinns (TV-Film, 1999)
- Wir vom Revier (Fernsehserie, 1999)
- Max & Lisa (Fernsehserie, 2000)
- Sind denn alle netten Männer schwul (TV-Film, 2001)
- Ein Millionär zum Frühstück (TV-Film, 2001)
- Drei Frauen, ein Plan und die ganz große Kohle (TV-Film, 2002)
- Zwei Väter einer Tochter (Kinofilm, 2003)
- Der Augenblick der Begierde (TV-Film, 2003)
- Achtung, fertig, Charlie! (Kinofilm, 2003)
- Frechheit siegt (TV-Film, 2004)
- Gefühl ist alles (TV-Film, 2005)
- Handyman (Kinofilm, 2006)
- Die Marco Rima Show (Comedy-Show, 2008)
- Champions – Es ist nie zu spät für ein Comeback (Kinofilm, 2009)
- Liebling, lass uns scheiden (Kinofilm, 2010)
- Achtung, fertig, WK! (Kinofilm, 2013)
- Ich nehm’ dann mal ab – Marco Rima tritt in die Pedale (Fernsehserie, 2018)

## Bühnenprogramme
- Keep Cool (Comedy-Musical)
- Hank Hoover (Comedy-Musical)
- Think Positiv
- No Limits
- Time Out
- Die Patienten (Comedy-Musical)
- Humor Sapiens
- Made in Hellwitzia
- Just for Fun!
- Ich weiss es nicht...
- don't worry be happy

## Veröffentlichungen
- Lotti, Otti & Mocke (dreiteilige Dialekt-Hörspielreihe)
- Cabaret Marcocello – Juhubilé – 1991
- Diverse CDs und DVDs zu sämtlichen "Rima"-Musicals und Bühnenprogrammen